# Marguerite Dissake
 (mars 2025).
Marguerite Dissake, reine-mère du canton Bonkeng Penja, avocate au barreau du Cameroun, députée à l’Assemblée Nationale, secrétaire de la commission des lois constitutionnelles. Née sous le patronyme de Ekoka Marguerite Hélène, cette petite fille du Roi des Malimba, King Georges, elle devient par les liens du mariage une femme du Moungo.

## Biographie

### Enfance, Études et Début
Marguerite Dissake a uni son avenir à celui du chef du canton Bonkeng Penja et devient donc Marguerite Hélène Ekoka épouse Dissake. Avocate de haut vol au barreau du Cameroun, elle tient avec maestria une étude d’avocat à Douala.

### Carrière
Épouse distinguée et responsable, la Reine Dissake Marguerite Hélène fait l’unanimité dans sa communauté au service de laquelle elle se dispose au quotidien. Sa trajectoire professionnelle a fait d’elle une élite du Moungo centre ce qui l’a conduite à la vie politique. Elle devient militante du RDPC mais ne fait pas un militantisme bruyant et tonitruant qui caractérise souvent certains. Son investiture et son élection à l’Assemblée Nationale ont confirmé le point de vue de ceux qui pensent que « cette princesse Malimba devenue reine Bonkeng Penja a un destin divin qui la prédispose à d’autres lauriers encore »[réf. nécessaire]. Un avis qui est conforté par sa présence sur le terrain dans sa base politique.